# Croisilles (Pas-de-Calais)
Croisilles is een gemeente in het Franse departement Pas-de-Calais (regio Hauts-de-France). De plaats maakt deel uit van het arrondissement Arras. Croisilles telde op 1 januari 2022 1.929 inwoners.

## Geografie
De oppervlakte van Croisilles bedroeg op 1 januari 2022 11,58 vierkante kilometer; de bevolkingsdichtheid was toen 166,6 inwoners per km².

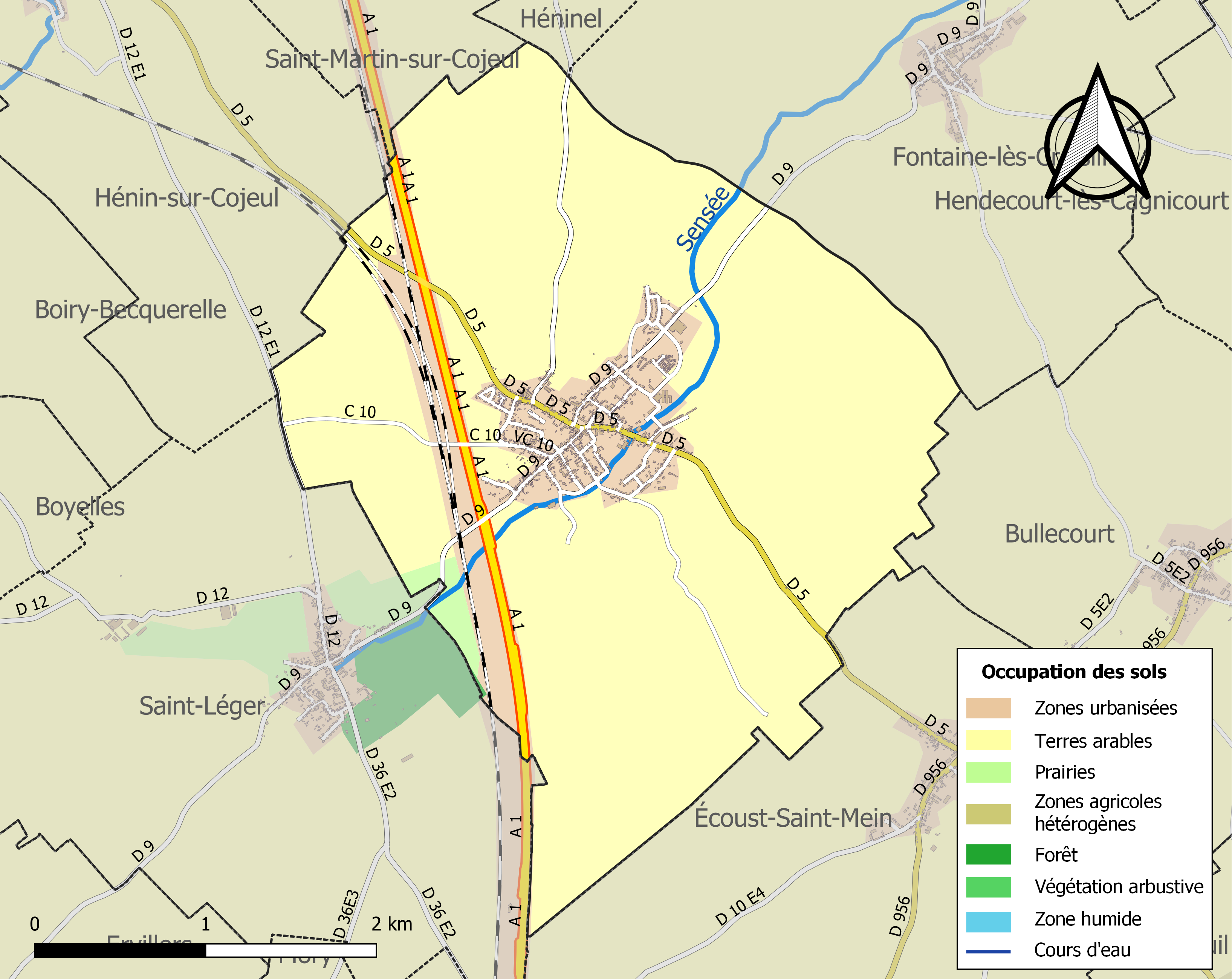
Kaart van de gemeente met belangrijkste infrastructuur, bodemgebruik en omliggende gemeenten

## Demografie
Onderstaande figuur toont het verloop van het inwonertal (bron: INSEE-tellingen).

## Britse oorlogsbegraafplaatsen
- Op het grondgebied van de gemeente liggen drie Britse oorlogsbegraafplaatsen met gesneuvelden uit de beide wereldoorlogen: Croisilles British Cemetery, Croisilles Railway Cemetery en Summit Trench Cemetery.